# Pie-grièche à poitrine rose
Lanius minor
Espèce
Statut de conservation UICN

 LC  : Préoccupation mineure
La Pie-grièche à poitrine rose (Lanius minor) est une espèce de passereaux aux mœurs alimentaires carnassières, appartenant à la famille des Laniidae. 
Cette pie-grièche est considérée en France, au début des années 2010, comme en danger critique, malgré les mesures de protection dont elle est supposée bénéficier : statut de protection en tout temps et tous lieux. En juillet 2019, le dernier couple connu de l'espèce échoue à se reproduire dans l'Hérault, ce qui en fait le premier vertébré à disparaître du territoire au XXIe siècle. 

## Historique et dénomination
Cette espèce a été décrite scientifiquement pour la première fois en 1788 par Johann Friedrich Gmelin, naturaliste et un chimiste allemand, dans la 13e édition du Systema naturae per regna tria naturae de Carl von Linné (tome 1).

### Étymologie
Le nom de genre Lanius, qui signifie "boucher" ou "écorcheur" est une allusion au fait que les pies-grièches ont tendance à empaler leurs proies sur des épines. Le nom de genre minor signifie "plus petit", en comparaison avec la Pie-grièche grise.

## Description

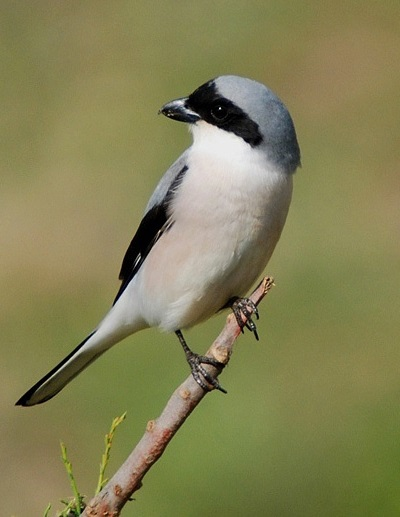
Pie-grièche à poitrine rose

### Aspect général
Le plumage du mâle est gris moyen sur le dos, blanc sur la gorge, sous le croupion et sous une partie de la queue, et beige clair légèrement rosé sur la poitrine et le ventre. La tête, du même gris que le dos, porte une large bande noire qui part de la base du bec, couvre largement l'œil et une partie du front, et se poursuit jusqu'à la région de l'oreille. Le bec, fort, est crochu à l’extrémité. L'œil est noir alors que le bec est gris foncé, avec souvent un peu de gris rosé à la base. Les pattes sont d'un gris très sombre rappelant celui du bec. Le dessus des plumes caudales centrales sont noires, de même que celui des ailes, qui portent une tache blanche à la base des rémiges primaires.
La femelle ressemble au mâle mais le front n'est pas aussi noir, il est souvent parsemé de plumes grises. le dessous du corps est aussi moins rosé, voire très peu rosé.

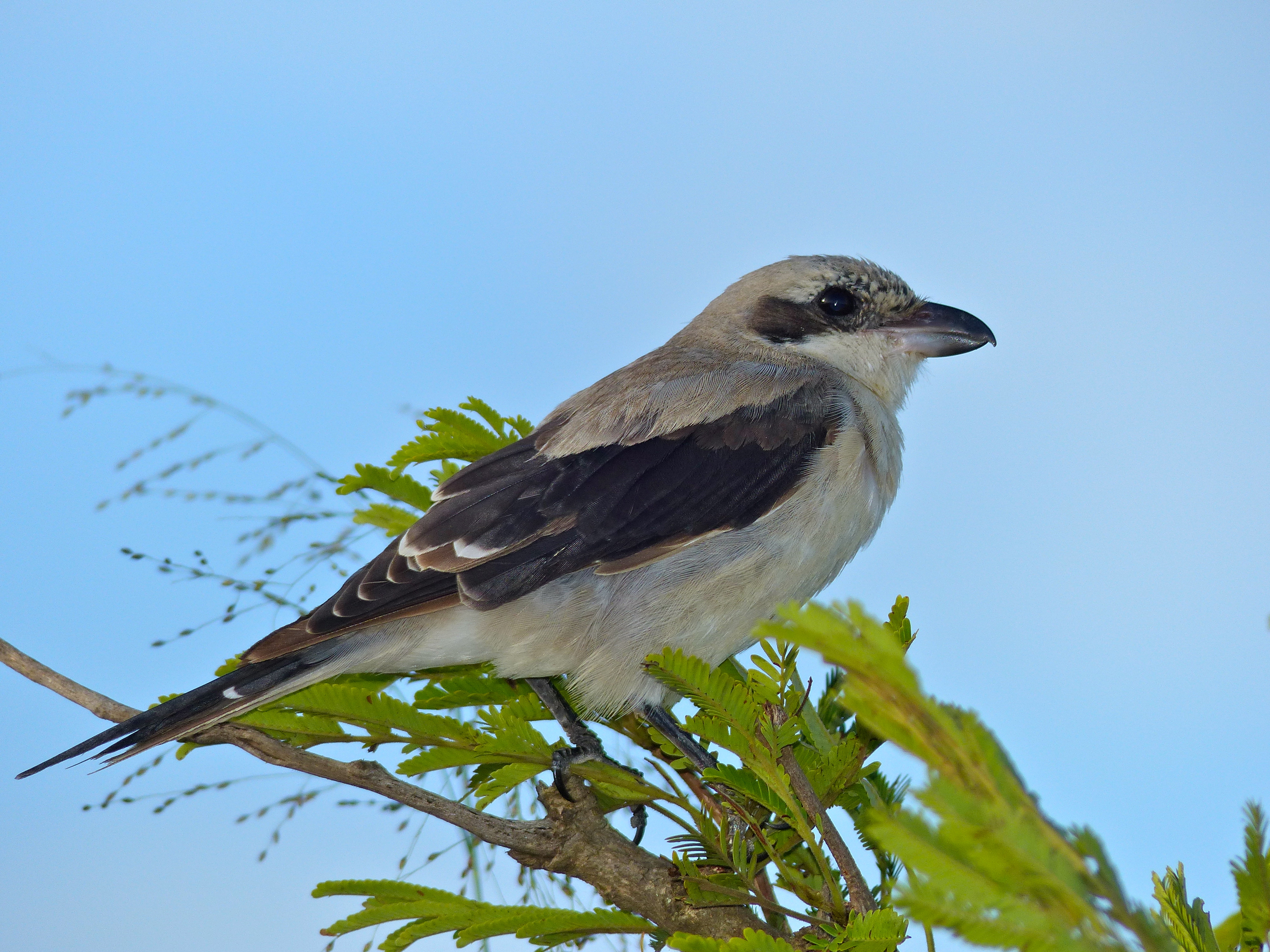
Juvénile (Parc national Kruger, Afrique du Sud)

Les juvéniles ont le front gris, et non noir, et les zones du reste du corps qui sont noires chez l'adulte sont brun-noir. Un juvénile présente de plus des stries ondulées brunâtres, sombres, sur le dos et les flancs, et son ventre n'est pas rosé.

### Mensurations
D'un longueur totale d'environ 20 cm et d’une envergure variant de 32 à 34,5 cm, cet oiseau pèse 46 g.

### Espèces similaires
La Pie-grièche à poitrine rose ressemble beaucoup à la Pie-grièche grise. La Pie-grièche grise n'a pas le front noir ni la poitrine rosée, mais certaines femelles et les juvéniles de Pie-grièche à poitrine rose non plus, ce qui rend la distinction difficile. La Pie-grièche grise est légèrement plus grande et ses ailes, au repos atteignent à peine la base de la queue, alors que chez la Pie-grièche à poitrine rose, l'extrémité des ailes dépasse plus nettement la base de la queue. Certaines pies-grièches grises peuvent présenter au-dessus du masque noir un fin trait crème ou blanc, en tout cas plus clair que le reste de la tête, ce qui n'est jamais le cas chez la Pie-grièche à poitrine rose. La distinction entre les deux espèces reste cependant parfois difficile.

## Comportement

### Alimentation
La pie-grièche à poitrine rose est un oiseau insectivore, elle peut consommer diverses espèces d'arthropodes mais montre une certaine préférence pour les coléoptères. Elle peut aussi consommer des oisillons ou des lézards. Elle chasse depuis un perchoir élevé et saisit ses proies au sol. Contrairement aux autres pies-grièches, elle n'empale que rarement sa proie sur une épine.

### Reproduction

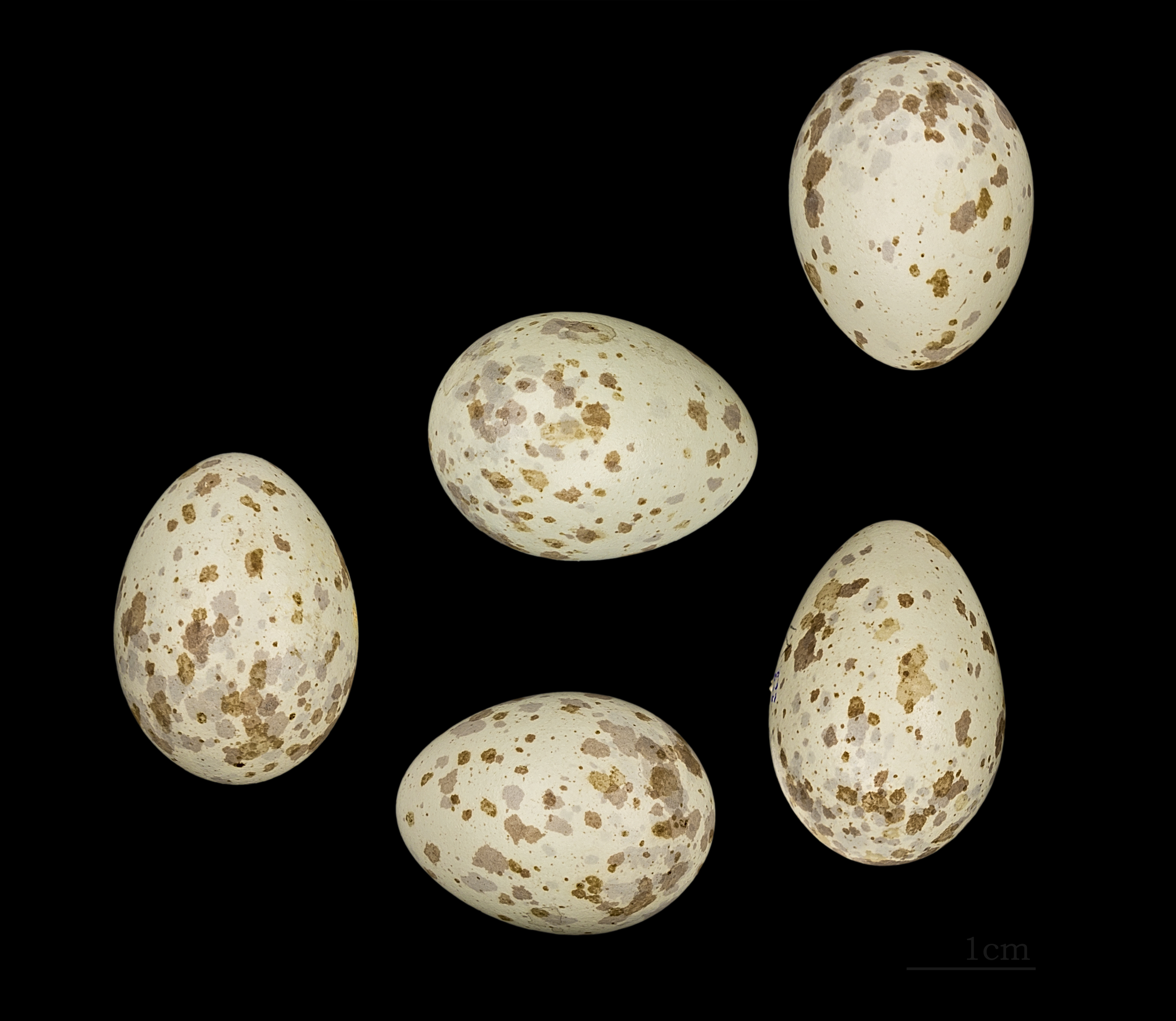
Œufs de Pie-grièche à poitrine rose Muséum de Toulouse.

La nidification débute vers le mois de mai. Le nid est établi en haut d’un arbre, souvent de haute taille, et édifié par un enchevêtrement de rameaux, de racines et d’herbe, intérieurement doublé par des plumes, des poils ou des fibres d'origine végétale.
La femelle pond en mai ou juin de quatre à six œufs beiges un peu verdâtres, parsemés de petites taches brun clair (mais moins densément que ceux de la Pie-grièche grise). Ces œufs seront couvés durant quinze jours et, après éclosion, les petits seront nourris au nid durant autant de temps. Après leur essor du nid, les petits pourront encore être nourris pendant quelques jours à proximité du nid.

### Durée de vie
Cette espèce peut vivre au moins six ans.

## Répartition et habitat

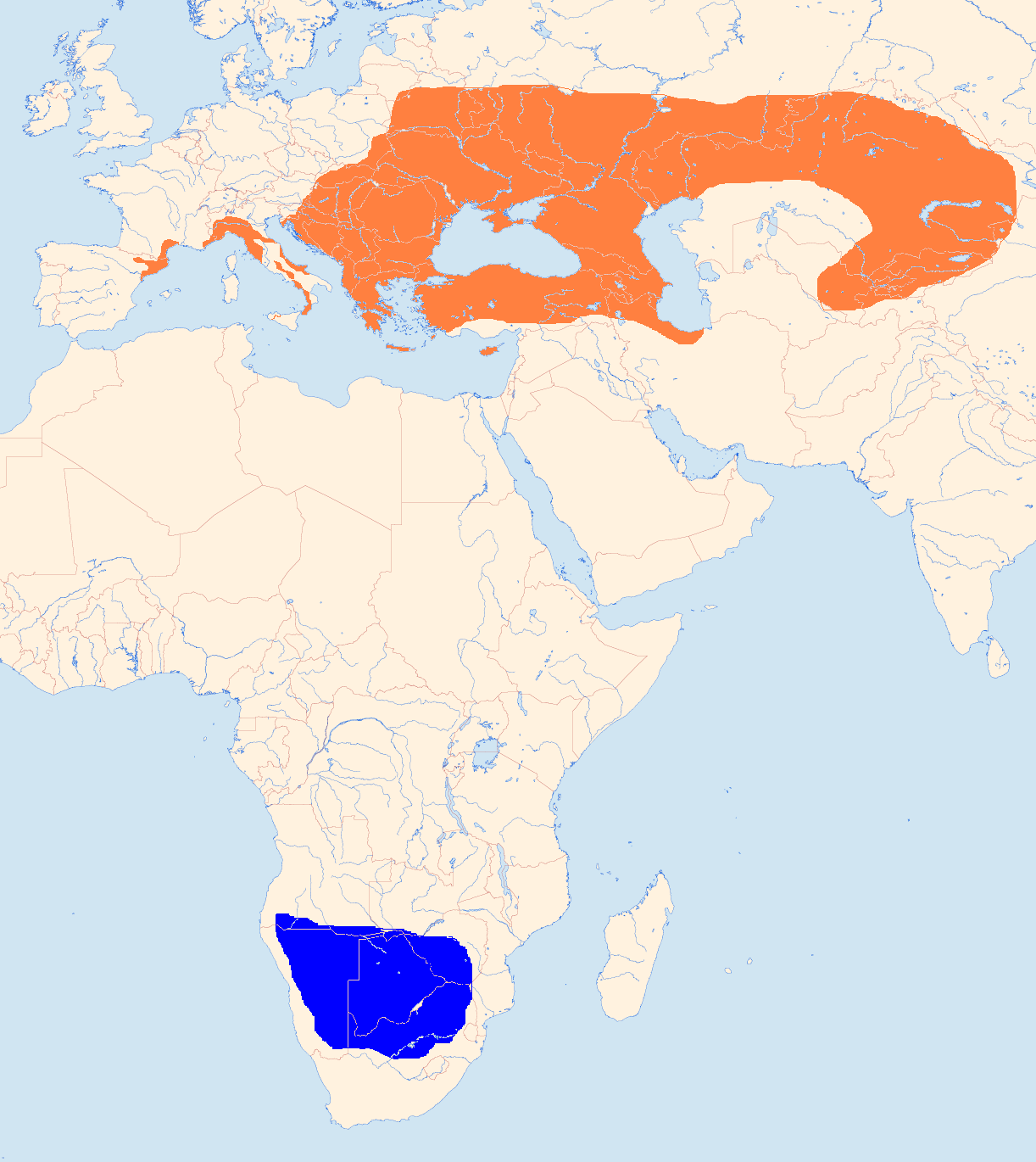
Carte de l'aire de répartition de Lanius minor

Cette espèce niche au sud, au centre et à l'est de l'Europe et en Asie, de l'ouest jusqu'au centre. Elle hiverne dans la partie sud de l'Afrique.
Les pie-grièches à poitrine rose partent d'Afrique vers le mois de février et arrivent sur leur zone de nidification entre avril et mai. Le retour vers l'Afrique commence vers la fin du mois d'août. Toutes les populations, même celles qui nichent en Espagne, passent par l'est de la Méditerranée, notamment au niveau des îles grecques.
Elle vit dans les zones dégagées parsemées ou encadrées de bosquets peu denses ou d'alignements d’arbres, telles la savane arborée en Afrique, ou les vignobles bordés d'arbres dans le sud de la France.

## Statut et protection

### Situation mondiale
La Pie-grièche à poitrine rose est classée par l'IUCN en catégorie LC (préoccupation mineure), du fait de la vaste aire de répartition mondiale et d'une population globale estimée à entre 2,5 et 9 millions d'individus. L'Europe représente 50 à 74 % de l'aire de répartition, et la population européenne de ces passereaux est estimée à entre 620 000 et 1 500 000 couples, soit entre 1,8 et 4,5 millions d'individus. Cependant, l'espèce a accusé un net recul en Europe.

#### Situation en Europe
BirdLife International et l'Agence européenne pour l'environnement a attribué à cet oiseau le statut "en déclin",. Le déclin a commencé en Europe de l'Ouest, notamment en Espagne, en France et en Italie, où les populations et l'aire de répartition ont très fortement diminué. Depuis les années 1970, ce déclin a été enregistré en Europe centrale et de l'est et a atteint la Roumanie, qui est le pays présentant la principale population européenne, à savoir entre 364 000 et 857 000 couples.
Cette espèce a été classée en annexe I de la Directive Oiseaux ; elle est donc protégée par la Commission européenne. En effet, cette dernière estime que la population européenne de Pie-grièche à poitrine rose a subi un déclin drastique à la fois des populations et de l’aire de répartition. Les responsables seraient, selon cette instance, une conjonction d'une longue série d'été trop humides et une réduction du nombre d’insectes. Mais il semble probable que la modification profonde des paysages agricoles, qui privilégie les grandes monocultures en remplacement des alternances de petites parcelles séparées par des bosquets d’arbres, paysage de prédilection de cette espèce, soit une cause au moins secondaire de ce déclin. Elle est de plus inscrite en annexe II de la Convention de Berne, annexe qui recense les espèces de faune strictement protégées en Europe

##### Situation en France
Cette espèce bénéficie dans ce pays d'une protection totale sur le territoire français depuis l'arrêté ministériel du 17 avril 1981 relatif aux oiseaux protégés sur l'ensemble du territoire. Il est donc interdit de la détruire, la mutiler, la capturer ou l'enlever, de la perturber intentionnellement ou de la naturaliser, ainsi que de détruire ou enlever les œufs et les nids, et de détruire, altérer ou dégrader son milieu. Qu'elle soit vivante ou morte, il est aussi interdit de la transporter, colporter, de l'utiliser, de la détenir, de la vendre ou de l'acheter.
La Pie-grièche à poitrine rose ne cesse cependant de régresser, probablement à la fois à cause de la destruction ou dégradation de ses habitats et de la réduction de sa ressource alimentaire (vulnérable aux insecticides notamment). Elle est classée dans la catégorie CR (en danger critique d'extinction), de la liste rouge des espèces menacées en France. Les raisons de ce classement sont la diminution drastique des populations nichant en France et de leur aire de répartition,.
D'après le suivi de l'espèce durant plus de deux décennies, il ne restait plus en France au début des années 2000 que quelques dizaines de couples (30 à 40 en 2011), répartis sur une aire de répartition très diminuée (une centaine de km2) et désormais cantonnée à la plaine méditerranéenne, alors que l'espèce était au moins présente jusque dans les régions Île-de-France et Champagne-Ardenne par le passé. Selon un communiqué de juillet 2019 de la LPO, cet oiseau devrait devenir le premier vertébré à disparaître en France métropolitaine au XXIe siècle, probablement avant 2020. En 2019, la reproduction du dernier couple connu dans le département de l'Hérault a échoué ; la femelle ayant disparu après l'éclosion des jeunes, sans que le mâle n'ait pris soin des petits,. Bien qu'il faille aux scientifiques plusieurs années de non-observation d'une espèce pour la déclarer effectivement éteinte, la Pie-grièche à poitrine rose semble avoir disparu en France début 2021.

##### Situation en Belgique
En Wallonie, l’espèce est classée en catégorie EX (éteinte) dans la liste rouge des espèces menacées depuis 1930.

## La pie-grièche à poitrine rose et l'homme
Plusieurs états ont émis des timbres à l'effigie de cet oiseau : la Bulgarie en 1999, la Hongrie en 1952, le Qatar en 2009, la Roumanie en 1983 et la Slovénie en 1995.